# Langley (månkrater)
För andra betydelser, se Langley.
Langley är en nedslagskrater på månen. Langley har fått sitt namn efter matematikern och fysikern Samuel Pierpont Langley.

## Satellitkratrar
| Langley | Latitud | Longitud | Diameter |
| ------- | ------- | -------- | -------- |
| J       | 51.7° N | 85.2° V  | 20 km    |
| K       | 52.0° N | 86.3° V  | 20 km    |